# Collegio di Rutland and Melton
Rutland and Melton è stato un collegio elettorale inglese situato nel Leicestershire e Rutland rappresentato alla Camera dei comuni del Parlamento del Regno Unito. Eleggeva un membro del parlamento con il sistema maggioritario a turno unico; il collegio è stato abolito in occasione della revisione periodica del 2024.

## Estensione
- 1983-1997: il distretto di Rutland, il borgo di Melton, e i ward del distretto di Charnwood di East Goscote, Queniborough, Six Hills, Syston e Thurmaston.
- 1997-2010: la contea di Rutland, il borgo di Melton e i ward del distretto di Harborough di Billesdon, Easton, Houghton, Scraptoft, Thurnby e Tilton.
- 2010-2024: la contea di Rutland, il borgo di Melton e i ward del distretto di Harborough di Billesdon, Nevill, Thurnby and Houghton e Tilton.

Il collegio fu creato nel 1983 dagli ex Rutland and Stamford e Melton. Inizialmente, copriva tutto Rutland e Melton, e parte di Charnwood. Le modifiche implementate per le elezioni generali del 1997 sostituirono l'area di Charnwood con parte del distretto di Harborough fino al confine con la città di Leicester.

## Membri del parlamento
| Elezione | Elezione      | Deputato         | Partito          |
| -------- | ------------- | ---------------- | ---------------- |
|          | 1983          | Michael Latham   | Conservatore     |
| 1992     | Alan Duncan   |                  | Conservatore     |
| 2019     | Alicia Kearns |                  | Conservatore     |
|          | 2024          | Collegio abolito | Collegio abolito |

## Elezioni

### Elezioni negli anni 2010
| Partito                    | Partito                                   | Candidato                  | Risultati 12 dicembre 2019 | Risultati 12 dicembre 2019 |
| Partito                    | Partito                                   | Candidato                  | Voti                       | %                          |
| -------------------------- | ----------------------------------------- | -------------------------- | -------------------------- | -------------------------- |
|                            | Conservatore                              | Alicia Kearns              | 36 507                     | 62,61                      |
|                            | Laburista                                 | Andy Thomas                | 9 583                      | 16,43                      |
|                            | Lib Dem                                   | Carol Weaver               | 7 970                      | 13,67                      |
|                            | Verdi                                     | Alastair McQuillan         | 2 875                      | 4,93                       |
|                            | UKIP                                      | Marietta King              | 917                        | 1,57                       |
|                            | Indipendente                              | Anthony Watchorn           | 458                        | 0,79                       |
|                            |                                           |                            |                            |                            |
| Iscritti                   | Iscritti                                  | Iscritti                   | 82 711                     | 100,00                     |
| ↳ Votanti (% su iscritti)  | ↳ Votanti (% su iscritti)                 | ↳ Votanti (% su iscritti)  | 58 310                     | 70,50                      |
| ↳ Astenuti (% su iscritti) | ↳ Astenuti (% su iscritti)                | ↳ Astenuti (% su iscritti) | 24 401                     | 29,50                      |
|                            |                                           |                            |                            |                            |
|                            | Esito: collegio confermato a Conservatore |                            |                            |                            |

| Partito                    | Partito                                   | Candidato                  | Risultati 8 giugno 2017 | Risultati 8 giugno 2017 |
| Partito                    | Partito                                   | Candidato                  | Voti                    | %                       |
| -------------------------- | ----------------------------------------- | -------------------------- | ----------------------- | ----------------------- |
|                            | Conservatore                              | Alan Duncan                | 36 169                  | 62,83                   |
|                            | Laburista                                 | Heather Peto               | 13 065                  | 22,69                   |
|                            | Lib Dem                                   | Ed Reynolds                | 4 711                   | 8,18                    |
|                            | UKIP                                      | John Scutter               | 1 869                   | 3,25                    |
|                            | Verdi                                     | Alastair McQuillan         | 1 755                   | 3,05                    |
|                            |                                           |                            |                         |                         |
| Iscritti                   | Iscritti                                  | Iscritti                   | 78 431                  | 100,00                  |
| ↳ Votanti (% su iscritti)  | ↳ Votanti (% su iscritti)                 | ↳ Votanti (% su iscritti)  | 57 569                  | 73,40                   |
| ↳ Astenuti (% su iscritti) | ↳ Astenuti (% su iscritti)                | ↳ Astenuti (% su iscritti) | 20 862                  | 26,60                   |
|                            |                                           |                            |                         |                         |
|                            | Esito: collegio confermato a Conservatore |                            |                         |                         |

| Partito                    | Partito                                   | Candidato                  | Risultati 7 maggio 2015 | Risultati 7 maggio 2015 |
| Partito                    | Partito                                   | Candidato                  | Voti                    | %                       |
| -------------------------- | ----------------------------------------- | -------------------------- | ----------------------- | ----------------------- |
|                            | Conservatore                              | Alan Duncan                | 30 383                  | 55,64                   |
|                            | UKIP                                      | Richard Billington         | 8 678                   | 15,89                   |
|                            | Laburista                                 | James Moore                | 8 383                   | 15,35                   |
|                            | Lib Dem                                   | Ed Reynolds                | 4 407                   | 8,07                    |
|                            | Verdi                                     | Alastair McQuillan         | 2 325                   | 4,26                    |
|                            | Indipendente                              | Marilyn Gordon             | 427                     | 0,78                    |
|                            |                                           |                            |                         |                         |
| Iscritti                   | Iscritti                                  | Iscritti                   | 79 828                  | 100,00                  |
| ↳ Votanti (% su iscritti)  | ↳ Votanti (% su iscritti)                 | ↳ Votanti (% su iscritti)  | 54 603                  | 68,40                   |
| ↳ Astenuti (% su iscritti) | ↳ Astenuti (% su iscritti)                | ↳ Astenuti (% su iscritti) | 25 225                  | 31,60                   |
|                            |                                           |                            |                         |                         |
|                            | Esito: collegio confermato a Conservatore |                            |                         |                         |

| Partito                    | Partito                                   | Candidato                  | Risultati 6 maggio 2010 | Risultati 6 maggio 2010 |
| Partito                    | Partito                                   | Candidato                  | Voti                    | %                       |
| -------------------------- | ----------------------------------------- | -------------------------- | ----------------------- | ----------------------- |
|                            | Conservatore                              | Alan Duncan                | 28 228                  | 51,17                   |
|                            | Lib Dem                                   | Grahame Hudson             | 14 228                  | 25,79                   |
|                            | Laburista                                 | John Morgan                | 7 839                   | 14,21                   |
|                            | UKIP                                      | Peter Baker                | 2 526                   | 4,58                    |
|                            | Democratici                               | Keith Addison              | 1 757                   | 3,18                    |
|                            | Indipendente                              | Leigh Higgins              | 588                     | 1,07                    |
|                            |                                           |                            |                         |                         |
| Iscritti                   | Iscritti                                  | Iscritti                   | 76 940                  | 100,00                  |
| ↳ Votanti (% su iscritti)  | ↳ Votanti (% su iscritti)                 | ↳ Votanti (% su iscritti)  | 55 166                  | 71,70                   |
| ↳ Astenuti (% su iscritti) | ↳ Astenuti (% su iscritti)                | ↳ Astenuti (% su iscritti) | 21 774                  | 28,30                   |
|                            |                                           |                            |                         |                         |
|                            | Esito: collegio confermato a Conservatore |                            |                         |                         |

### Elezioni negli anni 2000
| Partito                    | Partito                                   | Candidato                  | Risultati 5 maggio 2005 | Risultati 5 maggio 2005 |
| Partito                    | Partito                                   | Candidato                  | Voti                    | %                       |
| -------------------------- | ----------------------------------------- | -------------------------- | ----------------------- | ----------------------- |
|                            | Conservatore                              | Alan Duncan                | 25 237                  | 51,21                   |
|                            | Laburista                                 | Linda Arnold               | 12 307                  | 24,97                   |
|                            | Lib Dem                                   | Grahame Hudson             | 9 153                   | 18,57                   |
|                            | UKIP                                      | Peter Baker                | 1 554                   | 3,15                    |
|                            | Veritas                                   | Duncan Shelley             | 696                     | 1,41                    |
|                            | Indipendente                              | Helen Pender               | 337                     | 0,68                    |
|                            |                                           |                            |                         |                         |
| Iscritti                   | Iscritti                                  | Iscritti                   | 75 821                  | 100,00                  |
| ↳ Votanti (% su iscritti)  | ↳ Votanti (% su iscritti)                 | ↳ Votanti (% su iscritti)  | 49 284                  | 65,00                   |
| ↳ Astenuti (% su iscritti) | ↳ Astenuti (% su iscritti)                | ↳ Astenuti (% su iscritti) | 26 537                  | 35,00                   |
|                            |                                           |                            |                         |                         |
|                            | Esito: collegio confermato a Conservatore |                            |                         |                         |

| Partito                    | Partito                                   | Candidato                  | Risultati 7 giugno 2001 | Risultati 7 giugno 2001 |
| Partito                    | Partito                                   | Candidato                  | Voti                    | %                       |
| -------------------------- | ----------------------------------------- | -------------------------- | ----------------------- | ----------------------- |
|                            | Conservatore                              | Alan Duncan                | 22 621                  | 48,07                   |
|                            | Laburista                                 | Matthew O’Callaghan        | 14 009                  | 29,77                   |
|                            | Lib Dem                                   | Kim Lee                    | 8 386                   | 17,82                   |
|                            | UKIP                                      | Peter Baker                | 1 223                   | 2,60                    |
|                            | Verdi                                     | Chris Davies               | 817                     | 1,74                    |
|                            |                                           |                            |                         |                         |
| Iscritti                   | Iscritti                                  | Iscritti                   | 73 295                  | 100,00                  |
| ↳ Votanti (% su iscritti)  | ↳ Votanti (% su iscritti)                 | ↳ Votanti (% su iscritti)  | 47 056                  | 64,20                   |
| ↳ Astenuti (% su iscritti) | ↳ Astenuti (% su iscritti)                | ↳ Astenuti (% su iscritti) | 26 239                  | 35,80                   |
|                            |                                           |                            |                         |                         |
|                            | Esito: collegio confermato a Conservatore |                            |                         |                         |

## Risultati dei referendum

### Referendum sulla permanenza del Regno Unito nell'Unione europea del 2016
|             | Collegio           | Lasciare UE % | Rimanere in UE % |
| ----------- | ------------------ | ------------- | ---------------- |
|             | Rutland and Melton | 53,9%         | 46,1%            |
| Inghilterra | 53,3%              | 46,7%         |                  |
| Regno Unito | 51,9%              | 48,1%         |                  |